# Farní sbor Českobratrské církve evangelické v Olomouci
Farní sbor Českobratrské církve evangelické v Olomouci je sborem Českobratrské církve evangelické v Olomouci. Sbor spadá pod Moravskoslezský seniorát.
Sbor byl ustaven roku 1906 jako reformovaný.
Farářem sboru je Jan Lukáš, kurátorem sboru Marek Vraj.

## Faráři sboru
- František Prudký (1906–1936)
- Timoteus Pokorný (1934–1951)
- ThDr. Josef Hlaváč (1952–1978)
- Josef Hromádka, Dr.h.c. (1979–1987)
- Mgr. Jan Nohavica (1988–1997)
- Mgr. Joel Ruml (1999–2003)
- Mgr. Jana Rumlová (2005–2015)
- Mgr. Jan Lukáš (2016–dosud)

## Fotogalerie

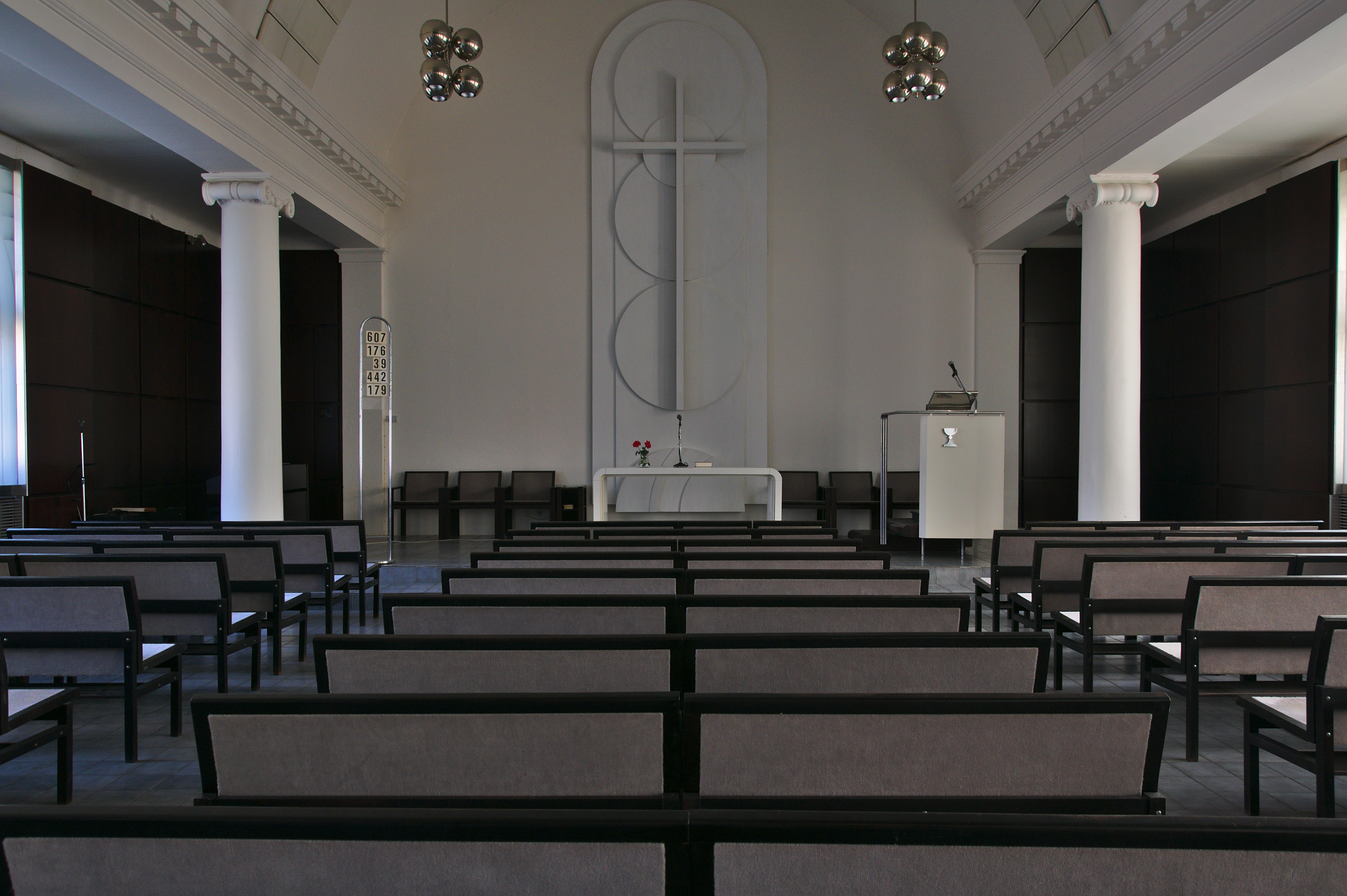
Interiér
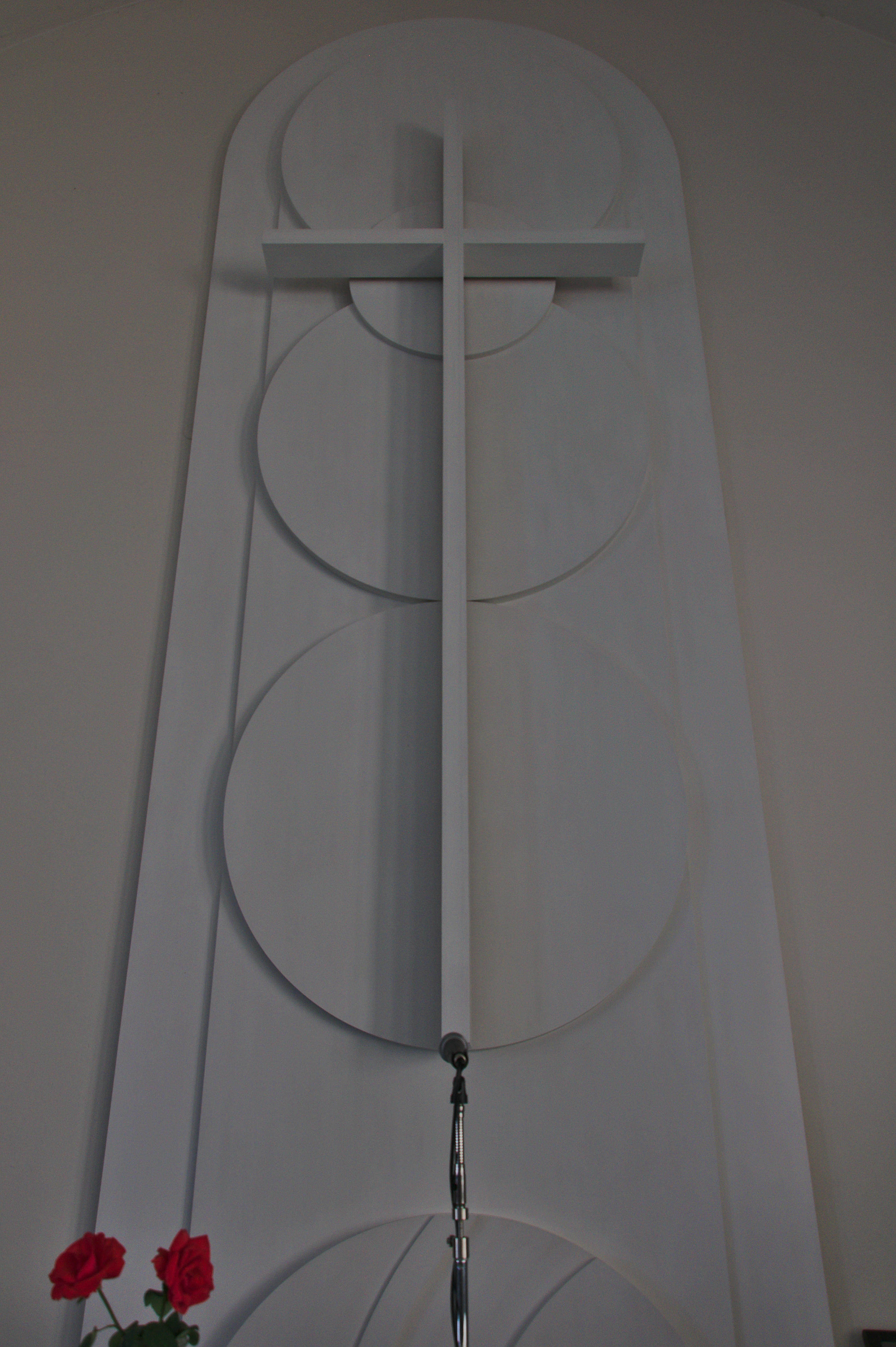
Detail oltáře
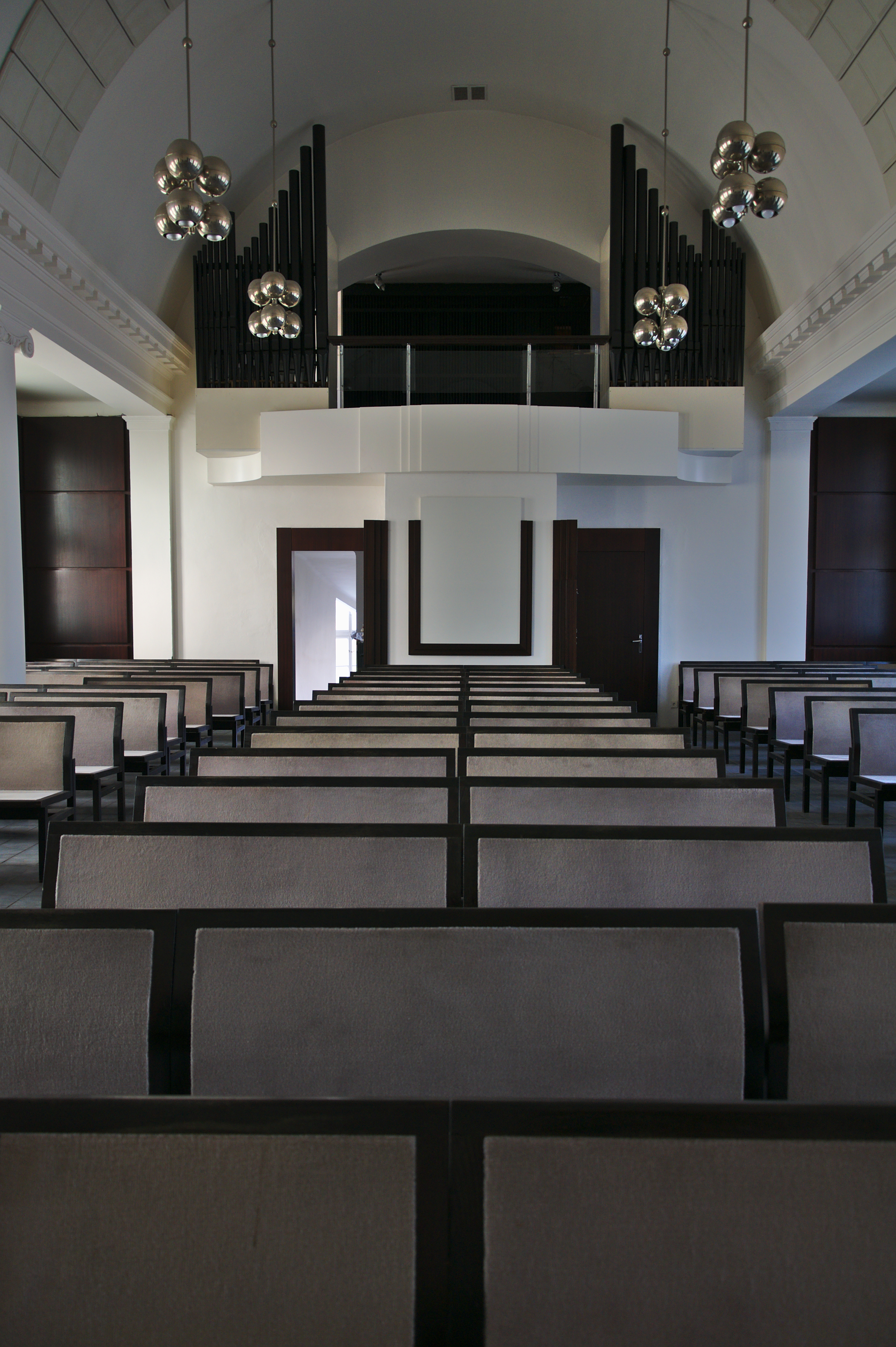
Varhany